# Dekpo
Dekpo ou Dekpo-Centre est un arrondissement du département de Couffo au Bénin. C'est une division administrative sous la juridiction de la commune d'Aplahoué.

## Administration
Dekpo fait partie des sept arrondissements que compte la commune d'Aplahoué dont: Aplahoué, Atomè, Azovè,Godohou, Kissamey et Lonkly. Cet arrondissement compte 14 villages,.

## Population
Selon le recensement général de la population et de l'habitation (RGPH4) de l'institut national de la statistique et de l'analyse économique (INSAE) au Bénin en 2013, la population de Dekpo s'élève à 21 973 habitants.
| Indicateur           | 2013   |
| -------------------- | ------ |
| Nombre de ménages    | 3 538  |
| Population féminine  | 11 902 |
| Population masculine | 10 071 |
| Population totale    | 21 973 |

## Galerie de photos

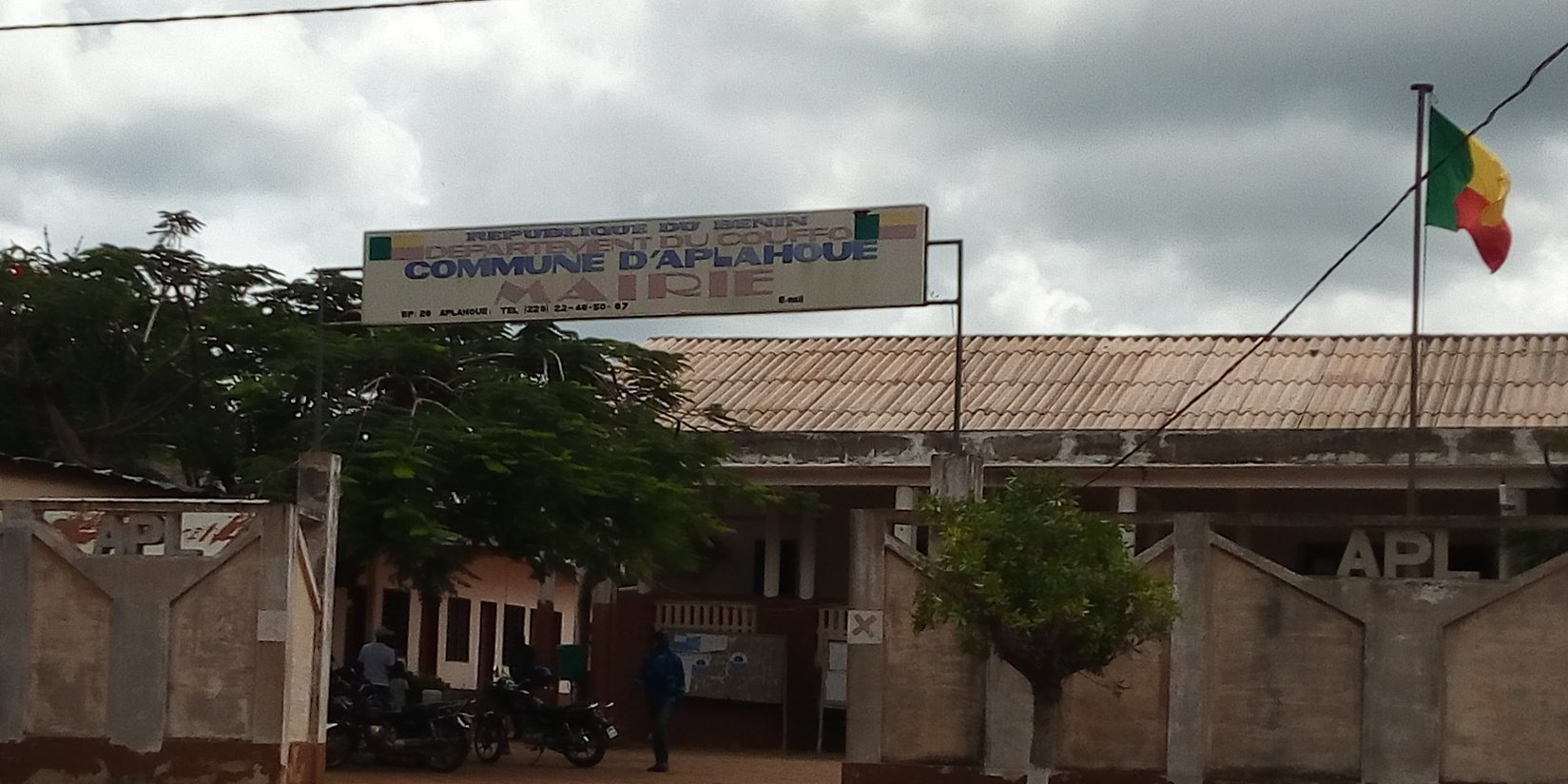
Mairie Aplahoué vue de face (cropped)
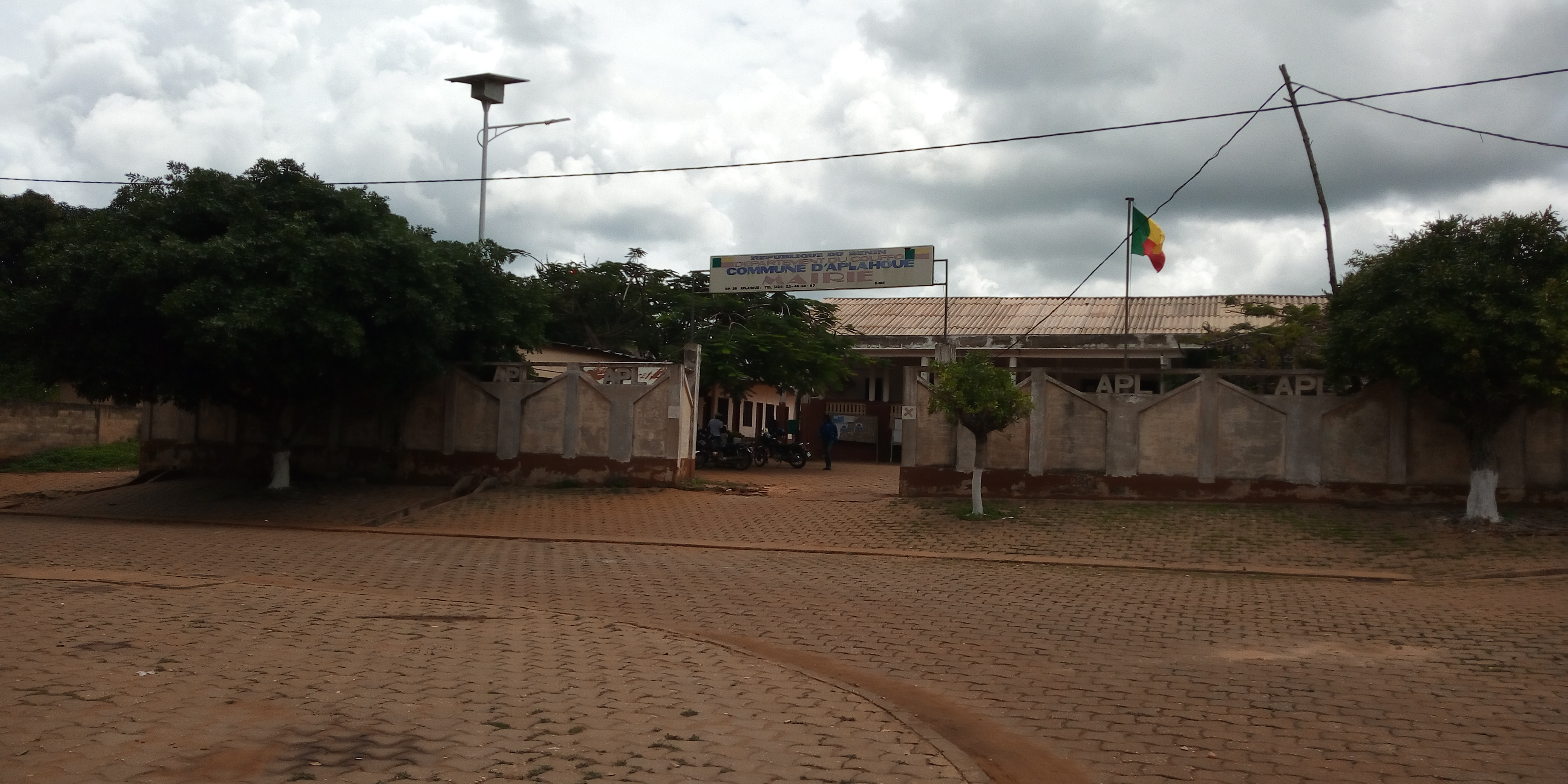
Mairie Aplahoué vue de face
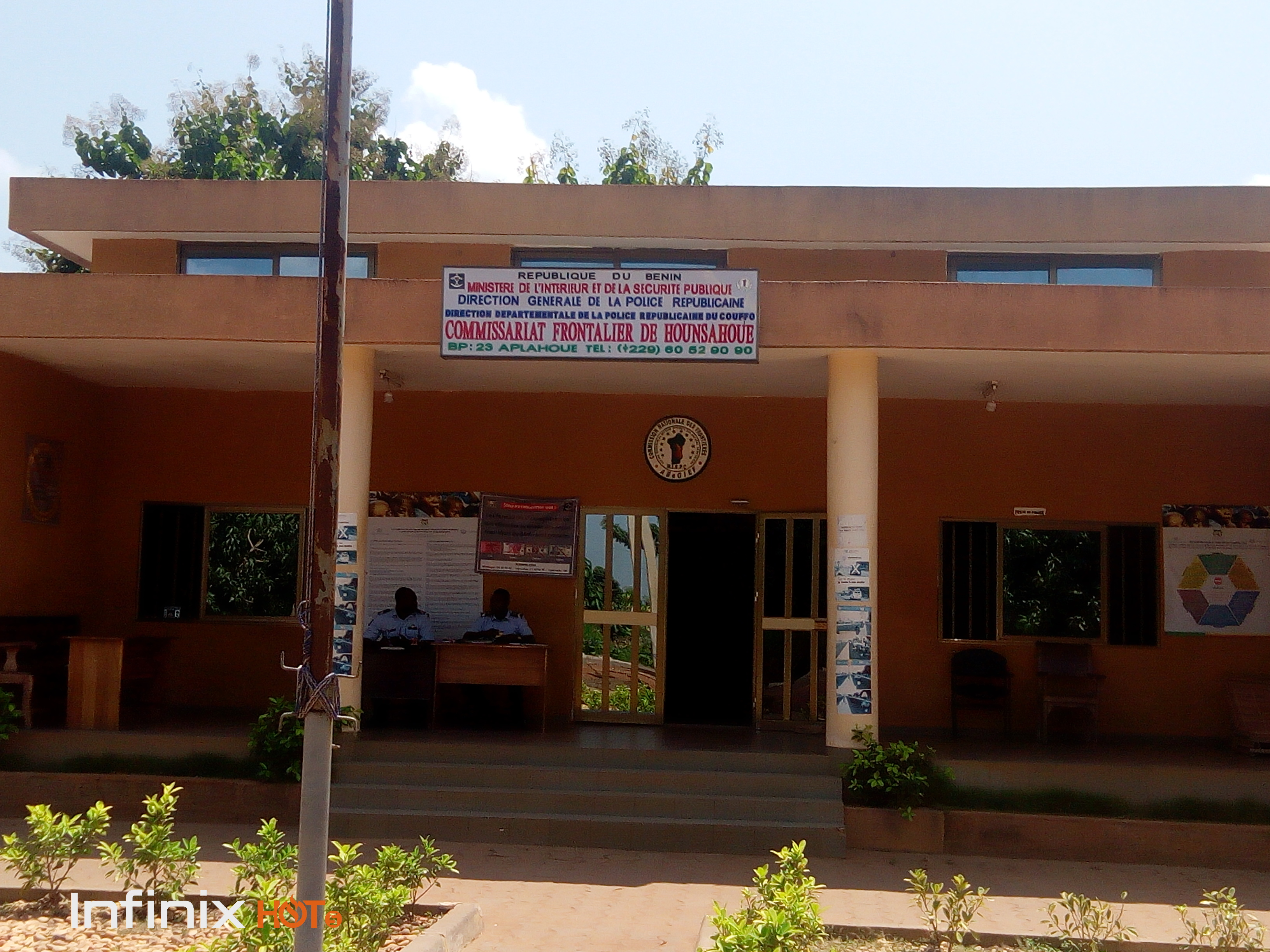
Commissariat frontalier housanhoué Dans department du couffo au Bénin
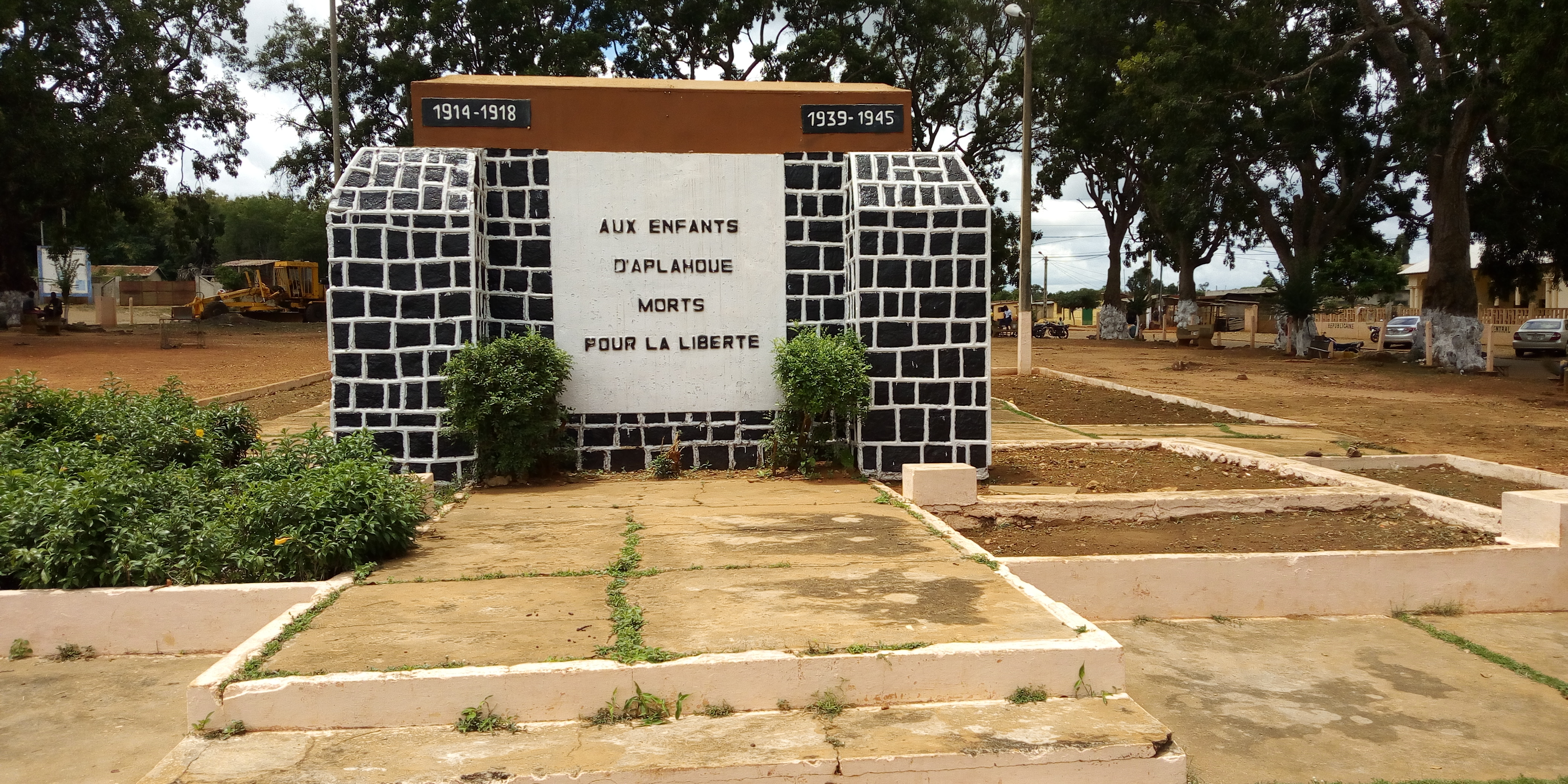
Place publique monuments aux morts à Aplahoué (Bénin)